# Puig Cogul
El Puig Cogul és una muntanya de 615 metres que es troba entre els municipis de Mura i de Talamanca, a la comarca catalana del Bages.